# Dennis (condado de Barnstable)
Dennis es un lugar designado por el censo ubicado en el condado de Barnstable en el estado estadounidense de Massachusetts. En el Censo de 2010 tenía una población de 2.407 habitantes y una densidad poblacional de 182,8 personas por km².

## Geografía
Dennis se encuentra ubicado en las coordenadas 41°43′49″N 70°11′51″O / 41.73028, -70.19750. Según la Oficina del Censo de los Estados Unidos, Dennis tiene una superficie total de 13.17 km², de la cual 12.63 km² corresponden a tierra firme y (4.05%) 0.53 km² es agua.

## Demografía
Según el censo de 2010, había 2.407 personas residiendo en Dennis. La densidad de población era de 182,8 hab./km². De los 2.407 habitantes, Dennis estaba compuesto por el 96.88% blancos, el 0.58% eran afroamericanos, el 0.33% eran amerindios, el 0.33% eran asiáticos, el 0.25% eran isleños del Pacífico, el 0.62% eran de otras razas y el 1% pertenecían a dos o más razas. Del total de la población el 1.5% eran hispanos o latinos de cualquier raza.